# July (band)
July was een Britse muziekgroep in de jaren 1966 tot en met 1968.
De basis werd gelegd door Tom Newman en Peter Cook. Beiden kwamen uit The Tomcats. Die band ging aan gebrek aan populariteit ter ziele. Newman en Cook richtten samen een maatschappijtje op voor hun gezamenlijke schrijversactiviteiten, Neddysongs. Ze namen daarbij een aantal demos op. De band nog steeds The Tomcats kregen een platencontract, maar de zaken wilden niet vlotten. Er werd toch een opname gemaakt, maar de diverse leden waren er niet blij mee. Het moest allemaal te vlug en ze hadden het idee dat de muziekproducent hun muziek niet begreep. Daarbij kwam dat de leden de platenhoes verschrikkelijk lelijk vonden. Alleen de naam van het album werd overgezet naar de naam van de band: July. Het album verscheen in juli, de kritieken waren goed, maar de verkopen slecht. De band kreeg geen enkele response. De band kwam stil te liggen en ieder zocht zijn eigen weg. Tom Newman sloot zich aan bij Richard Branson (later de baas van Virgin Records en Manor Studio). Duhig en Field richtten Jade Warrior op.  

## Leden
- Alan James (basgitaar)
- Chris Jackson (drumkit)
- Tom Newman (zang)
- Tony Duhig (gitaar)
- Jon Field (percussie)

## Discografie
- July (1968)
- My clown (single)
- Dandelion seeds (single)
- Hello, who’s there? (single)
- The way (single)